# William Francis Gibbs
William Francis Gibbs (24 de agosto de 1886 — 6 de setembro de 1967) foi um engenheiro naval estadunidense.
Dirigiu a produção em massa de navios de carga dos Estados Unidos durante a Segunda Guerra Mundial, dentre eles o famoso Classe Liberty, do qual foram construídos 2.751 unidades. Em parceria com seu irmão Frederic Herbert Gibbs projetou o navio de passageiros SS United States, lançado em 1952.